# Senometopia excisa
Senometopia excisa är en tvåvingeart som först beskrevs av Carl Fredrik Fallén 1820.  Senometopia excisa ingår i släktet Senometopia, och familjen parasitflugor. Arten är reproducerande i Sverige.